# Purcell (Missouri)
Purcell és una població dels Estats Units a l'estat de Missouri. Segons el cens del 2000 tenia 357 habitants.

## Demografia
Segons el cens del 2000, Purcell tenia 357 habitants, 131 habitatges, i 102 famílies. La densitat de població era de 328,2 habitants per km².
Dels 131 habitatges en un 32,8% hi vivien nens de menys de 18 anys, en un 67,2% hi vivien parelles casades, en un 6,9% dones solteres, i en un 22,1% no eren unitats familiars. En el 19,1% dels habitatges hi vivien persones soles el 9,9% de les quals corresponia a persones de 65 anys o més que vivien soles. El nombre mitjà de persones vivint en cada habitatge era de 2,73 i el nombre mitjà de persones que vivien en cada família era de 3,11.
Per edats la població es repartia de la següent manera: un 27,2% tenia menys de 18 anys, un 8,1% entre 18 i 24, un 32,5% entre 25 i 44, un 19% de 45 a 60 i un 13,2% 65 anys o més.
L'edat mediana era de 35 anys. Per cada 100 dones de 18 o més anys hi havia 104,7 homes.
La renda mediana per habitatge era de 31.964 $ i la renda mediana per família de 36.000 $. Els homes tenien una renda mediana de 24.583 $ mentre que les dones 17.813 $. La renda per capita de la població era de 10.866 $. Entorn del 4,7% de les famílies i el 5,4% de la població estaven per davall del llindar de pobresa.

## Poblacions més properes
El següent diagrama mostra les poblacions més properes.